# Nowaja Czara
Nowaja Czara – osiedle typu miejskiego w Rosji, w Kraju Zabajkalskim. W 2010 roku liczyło 4315 mieszkańców.